# Balikterus
Balikterus is een bestuurslaag in het regentschap Gresik van de provincie Oost-Java, Indonesië. Balikterus telt 1886 inwoners (volkstelling 2010).